# Gastropteron vespertilium
Gastropteron vespertilium är en snäckart som beskrevs av Terrence M. Gosliner och Armes 1984. Gastropteron vespertilium ingår i släktet Gastropteron och familjen Gastropteridae. Inga underarter finns listade i Catalogue of Life.